# Frisco, Texas
Frisco là một thành phố thuộc quận Collin, tiểu bang Texas, Hoa Kỳ. Năm 2010, dân số của xã này là 116989 người.

## Dân số
- Dân số năm 2000: 33714 người.
- Dân số năm 2010: 116989 người.